# Governador Jorge Teixeira de Oliveira International Airport
Governador Jorge Teixeira de Oliveira International Airport (engelska: Porto Velho - Governador Jorge Teixeira de Oliveira International Airport, Belmonte Airport, portugisiska: Aeroporto Internacional de Porto Velho - Governador Jorge Teixeira de Oliveira, Aeroporto Internacional de Porto Velho - Belmonte, Aeroporto de Belmonte) är en flygplats i Brasilien.   Den ligger i kommunen Porto Velho och delstaten Rondônia, i den västra delen av landet, 1 900 km väster om huvudstaden Brasília. Governador Jorge Teixeira de Oliveira International Airport ligger 89 meter över havet.
Terrängen runt Governador Jorge Teixeira de Oliveira International Airport är platt. Runt Governador Jorge Teixeira de Oliveira International Airport är det ganska glesbefolkat, med 38 invånare per kvadratkilometer.. Närmaste större samhälle är Porto Velho, 5,8 km söder om Governador Jorge Teixeira de Oliveira International Airport.
Runt Governador Jorge Teixeira de Oliveira International Airport är det i huvudsak tätbebyggt.